# Mingevannet
Mingevannet é um lago no Folde Oriental, Noruega. Forma uma bacia com os rios Gloma, Ågårdselva e Visterflo.